# LECT
LECT（レクト）は、広島県広島市西区にある株式会社イズミが運営する複合商業施設。

## 概要
当地は1989年の海と島の博覧会のメイン会場の一画として使用されていたが、博覧会終了後に商業集積の進んだ商工センター地区とは対照的に更地のままで残っていた。2016年1月にイズミが『広島西部SCプロジェクト（仮称）』を発表、当地に複合商業施設を建設することを発表した。
店舗コンセプトに『知・食・住』を掲げており、店舗名も「Living, Eating, Culture, Town」の頭文字をとったものである。イズミの展開する店舗であるが、イメージカラーは同社が多く手掛けるピンク色ではなく緑色を採用している。

## 主なテナント
建物は地上4階、地下1階建てであるが、店舗が入居するのは1階と2階である。150のテナントが入り、店舗面積は約39,000平方メートルである。核テナントとして、運営主体のイズミの『you me 食品館』、カルチュア・コンビニエンス・クラブ（CCC）の『広島T-SITE』、ホームセンターの『カインズ』が発表されている。
T-SITEは代官山・湘南・枚方に次いで全国で4番目の店舗（複合商業施設に入居する形での店舗は初）であり、主に東日本を中心に出店しているカインズも広島県では初の店舗である。

## アクセス
- JR新井口駅、広島電鉄 商工センター入口駅よりアルパークバスターミナルから広島バス28号線(鈴商線)で5分。
- 広島南道路 商工センター出入口よりすぐ